# Joe Goss
Pour les articles homonymes, voir Goss.
Joe Goss est un boxeur anglais combattant à mains nues né le 5 novembre 1838 à Northampton et mort le 24 mars 1885 à Boston.

## Carrière
Champion d'Angleterre des poids moyens en 1862 et 1863, il devient 13 ans plus tard champion des États-Unis poids lourds après sa victoire par disqualification au 14e round contre Tom Allen. Goss conserve cette ceinture jusqu'au 30 mai 1880, date à laquelle il est battu par Paddy Ryan.

## Distinction
- Joe Goss est membre de l'International Boxing Hall of Fame depuis 2003[1].

## Référence
1. ↑  (en) Biographie sur le site de l'International Boxing Hall of Fame (ibhof.com)